# Helioscirtus maroccanus
Helioscirtus maroccanus is een rechtvleugelig insect uit de familie veldsprinkhanen (Acrididae). De wetenschappelijke naam van deze soort is voor het eerst geldig gepubliceerd in 1949 door Lucien Chopard.